# Rudolf Friderik Knapič
Rudolf Friderik Knapič (tudi Rodolfo Friderico Knapic), krajše R. F. Knapič, prevajalec, urednik in profesor germanske filologije, * 1. april 1890, Sv. Anton nad Rajhenburgom, (danes Gorenji Leskovec pri Brestanici ob Savi), Slovenija, † 7. marec 1963, Lizbona, Portugalska.
Rudolf Friderik Knapič se je kot tretji otrok rodil pri Sv. Antonu nad Rajhenburgom tamkajšnjemu učitelju Janku Knapiču. Osnovno šolo je obiskoval najprej pri Sv. Antonu, nato pa na Vidmu ob Savi, kamor je bil premeščen njegov oče. Po meščanski šoli v Krškem se je vpisal na realko v Ljubljani, ki jo je leta 1909 z odliko končal. Posebej je bil nadarjen za jezike. Nemško, francosko in angleško je tekoče obvladal že kot maturant. 
Po maturi se je vpisal na akademijo za mednarodno trgovino na Dunaju (Hochschule für Welthandel – Exportakademie). Želel si je konzularne službe, vendar je bilo v času svetovne gospodarske in politične krize pred I. svetovno vojno vsakršno novo zaposlovanje na avstroogrskih konzulatih ustavljeno. Leta 1913 je sprejel ponujeno službo korespondenta za angleški, francoski in nemški jezik pri angleški pomorski družbi na Portugalskem, kjer se je naučil še portugalsko. Ko sta po izbruhu I. svetovne vojne postali nasprotnici tudi Portugalska in Avstro-Ogrska, se je zatekel v Španijo. Da se je preživel, se je ukvarjal z različnimi priložnostnimi deli. Ob pomoči nekemu geometru si je pridobil kvalifikacijo v tej stroki. Med bivanjem v pristaniškem mestu Vigo se je naučil še špansko in italijansko, za tem pa se je posvetil slovanskim jezikom: češčini in ruščini. Poskušal se je preživljati s prevajanjem, vendar so bile gospodarske razmere preslabe. Leta 1918 se je vrnil v Lizbono in poprijel za vsako delo, od čistilca čevljev do raznašalca časopisov. 
Rudolf je obudil novo upanje na konzularno službo, ko se je ozemlje njegovih rojakov Slovencev, odcepilo od Avstro-Ogrske in so se povezali v novo nastalo Kraljevino Srbov, Hrvatov in Slovencev. Zopet je zaprosil za službo na konzulatu v Lizboni. Ob zavrnitvi, ki jo je prejel iz Beograda, je doživel veliko razočaranje in hudo zbolel. Med zdravljenjem na kliniki medicinske fakultete v Lizboni se je zanj zavzel profesor Celestino da Costa. Kmalu za tem je dobil službo v gospodarskem uredništvu lizbonskega dnevnika Novidades, honorarno pa je začel delati tudi na jugoslovanskem veleposlaništvu v Lizboni kot prevajalec. Ob tem se je ves čas trudil, da bi na portugalskem širil novice, povezane z Jugoslavijo. 

## Delo na univerzi
Ko je Filozofska fakulteta v Lizboni leta 1926 razpisala prosto predavateljsko mesto za germansko filologijo, se je prijavil in bil kot uspešnejši kandidat izbran. Kot izredni profesor germanistike na univerzi (Faculdade de Letras da Universidade de Lisboa) je na željo portugalskih gospodarstvenikov obdržal souredništvo pri dnevniku Novidades. Rudolf je bil po srcu humanist in si je aktivno prizadeval za razvoj znanosti in kulture. Ko je bil leta 1929 pri portugalskem ministrstvu za šolstvo ustanovljen Svet za nacionalno šolstvo (Junta de Educação Nacional), je vodil njegovo korespondenco v številnih jezikih, ki jih je obvladal. Svet je skrbel za vzpostavitev, izboljšanje in financiranje mednarodnega sodelovanja portugalskih  institucij pri znanstveno raziskovalnem delu. Na delo in politiko sveta je pomembno vplival profesor Celestino da Costa, raziskovalec na področju histologije in embriologije, ki je postal leta 1934 njegov predsednik, vodil pa je tudi Inštitut za visoko kulturo (Instituto para a Alta Cultura), ki se je leta 1936 preoblikoval iz sveta. Rudolf Knapič, ki je z njim tesno sodeloval, se je ves čas trudil vzpostaviti stike z univerzami v Ljubljani in  drugod v Jugoslaviji. Leta 1928 si je pričel dopisovati z urednikom in literatom Antonom Debeljakom, da bi našel pot, kako ustanoviti lektorat za portugalski jezik v Ljubljani, tako kot je bil ustanovljen na univerzah v Pragi, Varšavi in na Dunaju. Kot vodja službe za mednarodno sodelovanje in informiranje nacionalnega sveta za izobraževanje je R. F. Knapič poskušal v obojestransko korist povezati Portugalce in Slovence, da bi izkoristili štipendije za specializacijo oziroma doktorske študije na evropskih univerzah.

## Publicistično delo
Ker se je A. Debeljak zanimal za portugalsko književnost, se je med njima razvilo sodelovanje, ki je vodilo k vzajemni izmenjavi ne le dnevnih novic, ampak tudi prevodov literarnih del. R. F. Knapič je bil naročen na časopis Slovenski narod, da je sledil dogajanjem v domovini. Iz njega je črpal gradivo za prispevke v lizbonskemu časniku Novidades, da bi spodbudili gospodarsko sodelovanje med državama. Vrsto člankov o Jugoslaviji je pripravil tudi za druge portugalske dnevnike. O dogajanjih na Portugalskem (npr. da je leta 1934 Jugoslavija ustanovila v Lizboni Urad za narodno propagando, ki ga je vodil novinar Antonio Ferro) je v pismih obveščal A. Debeljaka, ki je zadeve objavljal v tedniku Življenje in svet. 
Poleg tega je R. F. Knapič skušal portugalskim bralcem predstaviti slovensko kulturo. Julija 1928 je v dnevniku Novidades objavil laskavo oceno slovenskega prevoda dela »Amadis« avtorja Affonsa Lopesa Vieire in v portugalščino prevedel kratko pesnitev iz zbirke »Solnce in sence« avtorja A. Debeljaka. Objavil je razpravo Luciena Tesnièrea o Otonu Župančiču, vključno z njegovo sliko. S posredovanjem A. Debeljaka mu je leta 1934 Franc Ksaver Meško poslal v prevod zbirko svojih novel, ki jih je v nadaljevanjih v portugalščini objavljal. 
Dne 5. februarja 1934 je R. F. Knapič v portugalskem dnevniku A Voz (Glas) objavil pregled komentirane antologije »Iz portugalskega pesništva«, ki je izhajala v Ljubljanskem zvonu od maja do septembra 1933. Avtor antologije, A. Debeljak, je v enem od naslednjih člankov v reviji Življenje in svet zapisal: »G. Knapič je spotoma označil naš narod kot najbolj omikan med slovanskimi vejami — o mas culto entre oe povos eslavos — označil našo narodno bolečino po mirovnih pogodbah, označil našo govorico, naposled podal vsebino navedene razprave, pri čemer citira dva zgleda v slovenščini, npr.:
'Rad bi te imel, mladenka, 
da ni vmes zaprek: 
ti si poln kropilni kamen, 
ki sega vanj vse vprek.'«
A. Debeljaku je za navedeno razpravo o portugalskem pesništvu poslal priznalno izjavo dolgoletni generalni sekretar  Sveta za nacionalno šolstvo in vodja ministrovega kabineta Luís Simões Raposo. Izjavo je za objavo v slovenskem tedniku »Jutro« (12. decembra 1933) povzel R. F. Knapič.

## Prevajalsko delo
Čeprav je bil R. F. Knapič profesor germanistike, je prevajal več jezikov. Poleg uredniškega dela pri portugalskem časniku Novidades je kot edini tujec pri Narodni banki urejal francosko izdajo publikacije »Boletim do Banco de Portugal«. Znanje angleščine in zaupanje, ki si ga je s svojim delom pridobil, sta bila podlaga, da ga je Narodna banka imenovala za zaupnega tajnika svoje delegacije pri pravdi, ki jo je ta banka imela v Londonu, kjer jo je zastopal tudi v parlamentu (House of Lords). V angleščino je prevedel več prispevkov drugih raziskovalcev za razne kongrese. Vrsto prevodov je opravil za namen »propagande« kot so tedaj imenovali promocijo dela Sveta za nacionalno šolstvo oziroma Inštituta za visoko kulturo, ki sta financirala tudi izdajanje publikacij in udeležbo na znanstvenih konferencah. Njegovo resnejše prevajalsko delo je prevod romanov, ki jih je pisal sodobnik »Nuno de Montemór«.
Rudolf se je v Lizboni 21. marca 1925 poročil z Marijo Ireno Torres Pereira Rodriges de Lima. Rodili so se jima trije otroci: Dragomir Janko (1925), Ana Marija (1929) in Rudolf Friderik (1931). Ob vseh obveznostih je imel premalo časa, da bi jih tekoče naučil slovensko, navajal pa jih je k branju slovenske besede in učenju tujih jezikov, zlasti francoščine in nemščine. Vzgojen je bil v skromnosti in delavnosti, kar je prenašal tudi na otroke. Kot je značilno za dedovanje portugalskih imen, je na svoje otroke prenesel slovenska imena: sinovoma po svojem očetu Janku in sebi, hčeri pa po svoji materi Ani Terbovšek in svoji mačehi Mariji Kline. S tem je svoji drugi mami Mariji, ki ga je klicala Rudi, izrekel priznanje, da ga je obravnavala enakovredno kot otroke svoje krvi. Boleče se je v družinsko življenje zarezala smrt sina Rudolfa Friderika ml., ki je preminul leta 1954 v svojih študentskih letih in zapustil komaj rojeni hčerki kot siroti. Rudolf Friderik Knapič je sklenil svojo življenjsko pot leta 1963. Pokopan je v Lizboni. Zahvaljujoč načinu dedovanja osebnih imen na Portugalskem pa se je očetov slovenski priimek prenesel tudi na potomke treh generacij v tretje tisočletje.
- Anon. (1926) Slovenec – vseučiliški profesor na Portugalskem.- Dnevne vesti: Slovenec: političen list za slovenski narod. Ljudska tiskarna, 21.09.1926, št. 215 str. 3 Dokument v zbirki Digitalne knjižnice Slovenije.

- Debeljak, Anton (1933) Iz portugalskega pesništva.- Ljubljanski zvon letnik 53. številka 5. Dokument v zbirki Digitalne knjižnice Slovenije.

- Debeljak, Anton (1934) Rudolf Friderik Knapič, profesor Univerze v Lizboni — portugalsko-slovenski stiki.- Življenje in svet: ilustrirana revija za poljudno znanstvo, leposlovje in javno vprašanje. Konzorcij Jutra, 23.12.1934, letnik 8, številka 25, s. 520-521 Dokument v zbirki Digitalne knjižnice Slovenije.

- David-Ferreira, José-Francisco (2009) Augusto Celestino da Costa (1884-1956) - professor, scientist and science promoter.- The International journal of developmental biology  Volume: 53, Issue: 8-10, Pages: 1161-1164 PubMed: 19247951, International journal of developmental biology

- Gaspar, Júlia,  Ana Simões (2011) Physics on the Periphery: A Research School at the University of Lisbon under Salazar's Dictatorship.- Historical Studies in the Natural Sciences Vol. 41, No. 3, pp. 303-343 DOI: 10.1525/hsns.2011.41.3.303

- Knapič, Janko (1979) Družinska kronika Knapičevih, Hribarjevih, Klinetovih in Jamškovih naslednikov : po vrstnem redu vstopa v sorodniško razmerje.- Samozaložba, Bizeljsko, 1979, 117 s; (COBISS)

- »António Nóvoa«.

Nóvoa, António (2003). Dicionário de educadores portugueses. Edições ASA. str. 1472. ISBN 9789724136110.
- Rodoslovje : Knapič Family Tree http://www.myheritage.com/site-54871621/knapic

- Seznam slovenskih prevajalcev
- Seznam slovenskih filologov

»Univerza v Lizboni«. (v angleščini)
»Lucien Tesniere«. (v angleščini)
»Jaime Augusto Croner Celestino da Costa« (PDF). Corpos Sociais 1984/1986,Documentos Históricos. (v portugalščini)
»Augusto Pires Celestino da Costa«. (v portugalščini)